# Јован И. Ковачевић
Јован И. Ковачевић (Париз, 5. фебруар 1920. - Београд, 13. јануар 1988.) био је српски и југословенски научник и универзитетски професор, који се као историчар и археолог бавио проучавањем политичке, друштвене, културне и материјалне прошлости српског народа и српских земаља у средњем веку, са посебним тежиштем на периоду велике сеобе народа у позној антици и раном средњем веку. Као доктор наука и редовни професор Универзитета у Београду, предавао је на катедри за средњовековну археологију Филозофског факултета у Београду.

## Биографија
Рођен је 5. фебруара 1920. године у Паризу. Гимназију је завршио у Београду, а потом је 1939. године започео студије историје у Берлину. Због избијања Другог светског рата, студије је 1940. године наставио и 1946. године довршио у Београду. Првобитно је радио као асистент у Уметничком музеју у Београду (1944-1948), а потом је прешао у Историјски институт. Звање доктора наука стекао је 1951. године, а потом је 1952. године постао научни саветник. Након преласка на Филозифски факултет у Београду (1954), изабран је за доцента на предмету словенска археологија. За ванредног професора изабран је 1960. године, а потом је 1965. године постао и редовни професор. У међзвремену је 1962. године основао Катедру за средњовековну археологију, коју је водио до одласка у пензију 1985. године. Био је члан разних стручних удружења, како домаћих тако и страних. Уредничку дужност је обављао у многим научним публикацијама, а учествовао је и у изради капиталне Историје српског народа.

## Важнији радови
- Ковачевић, Јован И. (1949). „Белешке за проучавање Мирослављевог јеванђеља и материјалне културе XI-XII века”. Историски часопис. 1 (1948): 90—102.
- Гарашанин, Милутин; Ковачевић, Јован И. (1950). Преглед материјалне културе Јужних Словена у раном средњем веку. Београд: Просвета.
- Ковачевић, Јован И. (1951). „Око Мирослављевог јеванђеља”. Историски часопис. 2 (1949-1950): 90—102.
- Ковачевић, Јован И. (1953). Средњовековна ношња балканских Словена: Студија из историје средњовековне културе Балкана. Београд: Научна књига.
- Ковачевић, Јован И. (1953). Бој на Косову: Уторак, 15 јун 1389 године. Београд: Просвета.
- Ковачевић, Јован И. (1955). „Традиција о Дукљанском краљевству код Немањића”. Историски часопис. 5 (1954-1955): 291—294.
- Ковачевић, Јован И. (1955). „Етничка и друштвена припадност ктитора у Дукљи и Поморју од краја VIII до краја XIII века”. Историски гласник. 8 (2): 117—129.
- Ковачевић, Јован И. (1956). „О уводу Барског родослова”. Зборник за друштвене науке. 13-14: 61—70.
- Kovačević, Jovan I. (1960). Arheologija i istorija varvarske kolonizacije južnoslovenskih oblasti od IV do početka VII veka. Novi Sad: Vojvođanski muzej.
- Ковачевић, Јован И. (1967). „Провинција Превалис” (PDF). Историја Црне Горе. 1. Титоград: Редакција за историју Црне Горе. стр. 241—277.
- Ковачевић, Јован И. (1967). „Од доласка Словена до краја XII вијека” (PDF). Историја Црне Горе. 1. Титоград: Редакција за историју Црне Горе. стр. 279—444.
- Kovačević, Jovan I. (1967). „Osnovni problemi srednjovekovne arheologije Crne Gore”. Materijali IV: VII kongres arheologa Jugoslavije. Beograd-Titograd: Arheološko društvo Jugoslavije; Zavičajni muzej. стр. 39—48.
- Kovačević, Jovan I. (1972). „Sloveni i staro balkansko stanovništvo”. Materijali IX: Simpozijum Srednjevekovne sekcije Arheološkog društva Jugoslavije. Beograd-Prilep: Arheološko društvo Jugoslavije; Narodni muzej. стр. 63—80.
- Ковачевић, Јован И. (1977). Аварски каганат. Београд: Српска књижевна задруга.
- Ковачевић, Јован И. (1977). „Пазариште, резултати досадашњих археолошких радова”. Новопазарски зборник. 1: 5—13. Архивирано из оригинала 18. 05. 2024. г. Приступљено 19. 04. 2025.
- Ковачевић, Јован И. (1981). „Досељење Словена на Балканско полуострво”. Историја српског народа. 1. Београд: Српска књижевна задруга. стр. 109—124.